# Ямская слобода
Ямска́я слобода́ — название пригородных слобод многих городов России, в старину заселённых ямщиками, обязанными некогда «гонять» почту.

## Топонимика
Местами потомки ямщиков занимались извозным промыслом до конца XIX — начала XX веков. К этому времени большинство ямских слобод слились с городами и совершенно утратили свой характер. От многих из них осталось одно название, как, например, Ямские улицы (например, в Санкт-Петербурге, Нижнем Новгороде и так далее), Ямские слободы в городах Москве, Твери, Ярославле, Курске, Торжке, Зарайске, Козлове (ныне Мичуринск), Шацке и многих других. Память об этом занятии сохранилась также в топонимах с основой «ям»: Ям, Ямщина, Ям-Ижора, Гаврилов-Ям, Ямки и тому подобные.

### В Москве
Обособленные поселения ямщиков — ямские слободы — существовали в XVI—XVII веках в Москве, которая была главнейшим центром ямской гоньбы Российского государства. В период наивысшего расцвета ямской службы на окраинах Москвы, по важнейшим направлениям, существовало пять ямских слобод. Впоследствии это нашло отражение в топонимике старой Москвы: Тверская, Переяславская и Дорогомиловская Ямские слободы, Тверские-Ямские улицы (1-я — 4-я), Николоямская улица, улицы Ямского поля и др.